# Берестя-Південний
Бе́рестя-Півдéнний (біл. Брэ́ст-Паўднёвы) — вузлова залізнична станція Берестейського відділення Білоруської залізниці на перетині ліній Хотислав — Берестя-Центральний та Берестя-Південний — Влодава. Розташована у південній частині міста Берестя Берестейської області.
До складу станції входять пасажирські зупинні пункти Березовий Гай та Мухавець.

## Пасажирське сполучення
На станції Берестя-Південний зупиняються регіональні поїзди економкласу сполученням:
- Берестя — Хотислав;
- Берестя — Влодава.